# La răscrucea marilor furtuni
La răscrucea marilor furtuni este un film românesc din 1980 regizat de Mircea Moldovan despre despre Revoluția Română din 1848. Rolurile principale au fost interpretate de actorii Cornel Ciupercescu, Constantin Codrescu, Costel Constantin.

## Distribuție
Distribuția filmului este alcătuită din:
- Catrinel Paraschivescu - Ana Ipătescu
- Constantin Diplan - Christian Tell
- Ion Besoiu - prințul Gheorghe Bibescu
- Costel Constantin - Golescu Arăpilă
- Nae Gh. Mazilu - țăranul invalid Zamfir
- Dan Nasta - mitropolitul Neofit al II-lea
- Emil Hossu - Delvos
- Maria Ploae - Maria Rosetti
- Melania Ursu[necesită citare]
- Mircea Anghelescu
- Viorel Comănici - meșterul tăbăcar
- Constantin Codrescu - Ion Heliade Rădulescu
- Valentin Teodosiu - Popa Șapcă
- Ștefan Velniciuc
- Cornel Coman - Simion Bărnuțiu[necesită citare]
- Jean Lorin Florescu - aga Manu
- George Oancea
- Cornel Ciupercescu - Nicolae Bălcescu
- Traian Stănescu - generalul Ioan Odobescu
- Mircea Cosma - Axente Sever[necesită citare]
- Constantin Fugașin
- Vasile Cojocaru - C.A. Rosetti
- Șerban Cantacuzino
- Silviu Stănculescu - episcopul Andrei Șaguna[necesită citare]
- Monica Ghiuță
- Emil Coșeru - Ion C. Brătianu
- Vlad Rădescu - Avram Iancu[necesită citare]
- Vladimir Găitan - Alecu Russo

## Primire
Filmul a fost vizionat de 1.759.680 de spectatori în cinematografele din România, după cum atestă o situație a numărului de spectatori înregistrat de filmele românești de la data premierei și până la data de 31 decembrie 2014 alcătuită de Centrul Național al Cinematografiei.